# 6063 Jason
6063 Jason è un asteroide near-Earth del diametro medio di circa 1,4 km. Scoperto nel 1984, presenta un'orbita caratterizzata da un semiasse maggiore pari a 2,2192428 UA e da un'eccentricità di 0,7628776, inclinata di 4,85254° rispetto all'eclittica.